# Losse (Thouet)
Die Losse ist ein kleiner Fluss im Zentrum von Frankreich, der im Département Deux-Sèvres der Region Nouvelle-Aquitaine und im Département Maine-et-Loire der Region Pays de la Loire nördlich der Stadt Thouars verläuft.

## Geographie

### Verlauf
Die Losse entspringt einem kleinen See im Gemeindegebiet von Louzy, verläuft generell Richtung Norden durch die südlichen Ausläufer des Regionalen Naturparks Loire-Anjou-Touraine und mündet nach insgesamt rund 17 Kilometern im Gemeindegebiet von Montreuil-Bellay als rechter Nebenfluss in den Thouet.

### Orte am Fluss
(Reihenfolge in Fließrichtung)
- La Saulaie, Gemeinde Louzy
- Louzy
- Brion-près-Thouet
- Varanne, Gemeinde Saint-Cyr-la-Lande
- Lernay, Gemeinde Antoigné
- Mont, Gemeinde Saint-Martin-de-Sanzay
- Lenay, Gemeinde Montreuil-Bellay